# Thelypteris rhachiflexuosa
Thelypteris rhachiflexuosa là một loài thực vật có mạch trong họ Thelypteridaceae. Loài này được Riba miêu tả khoa học đầu tiên năm 1989.